# Fileas
Filéas (grekiska Φιλέας, latin Phileas) var en forngrekisk geograf och resebeskrivare från Aten som levde under 400-talet f.Kr. och författade ett geografiskt arbete med titeln "rundresa" eller "världsomsegling" (peri'ploi), av vilket några fragment återstår.